# Cuscuta macrocephala
Cuscuta macrocephala là một loài thực vật có hoa trong họ Bìm bìm. Loài này được W. Schaffn. ex Yunck. mô tả khoa học đầu tiên năm 1921.